# Gesundbrunnenstraße

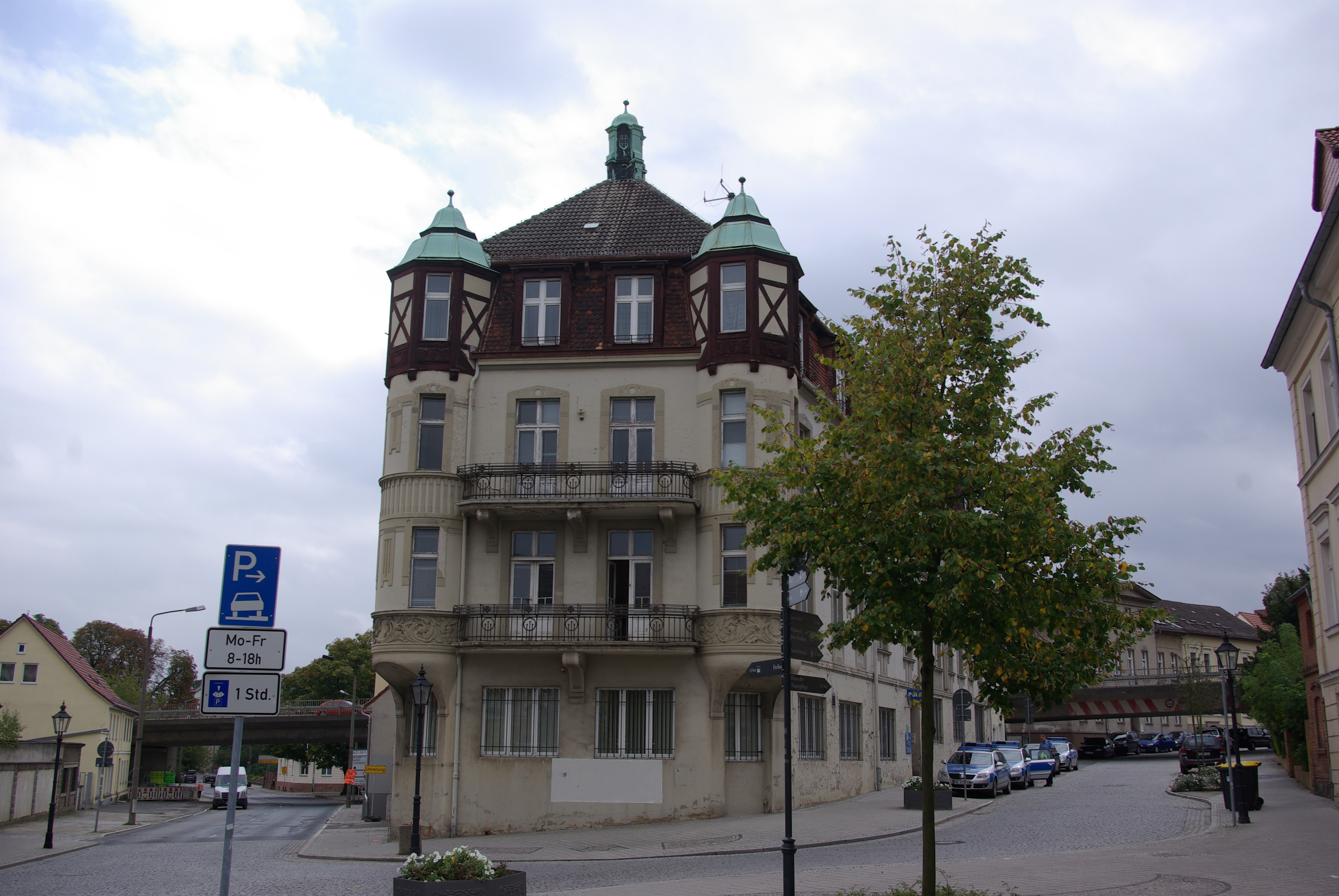
Das Haus Gesundbrunnenstraße 1; links befindet sich die Königstraße, rechts die Gesundbrunnenstraße. Im Hintergrund links und rechts die Brücke der Bundesstraße 158.

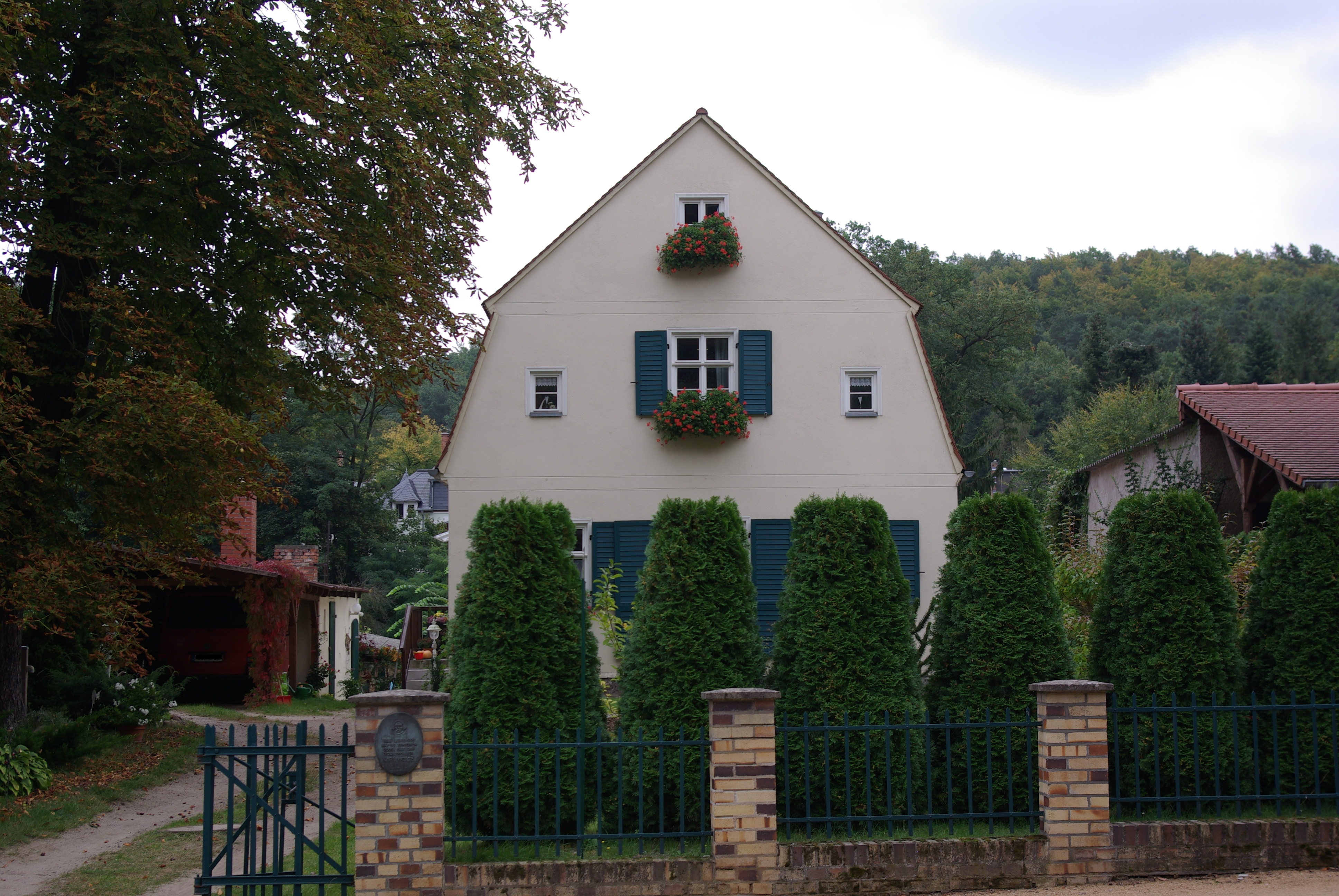
Das Haus Gesundbrunnenstraße 13, das „Karl-Weise-Hause“. An dem Pfosten rechts vom Tor befindet sich die Bronzeplatte zum Gedenken an den 100. Todestag.

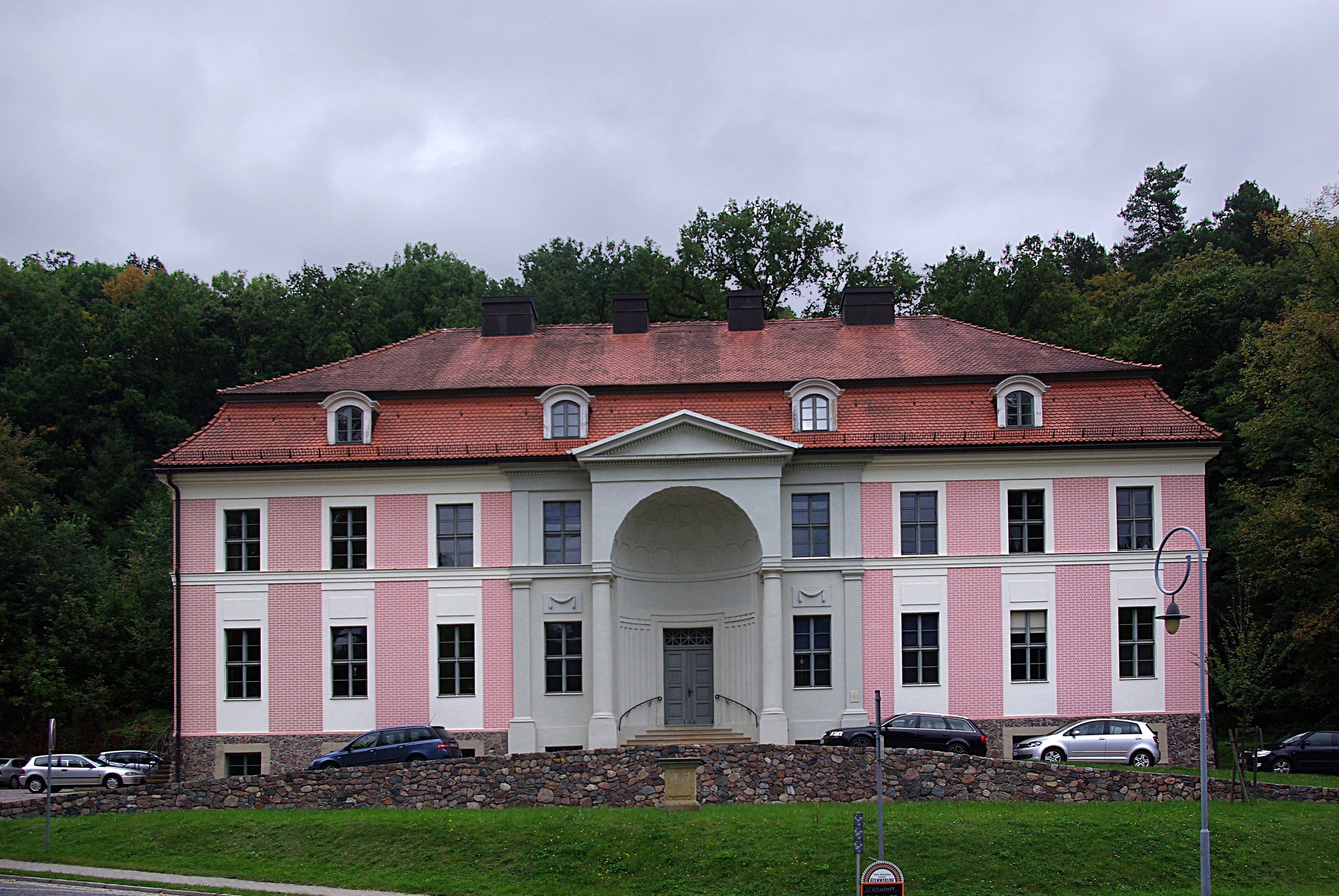
Das Logier- und Badehaus, sogenanntes „Landhaus“

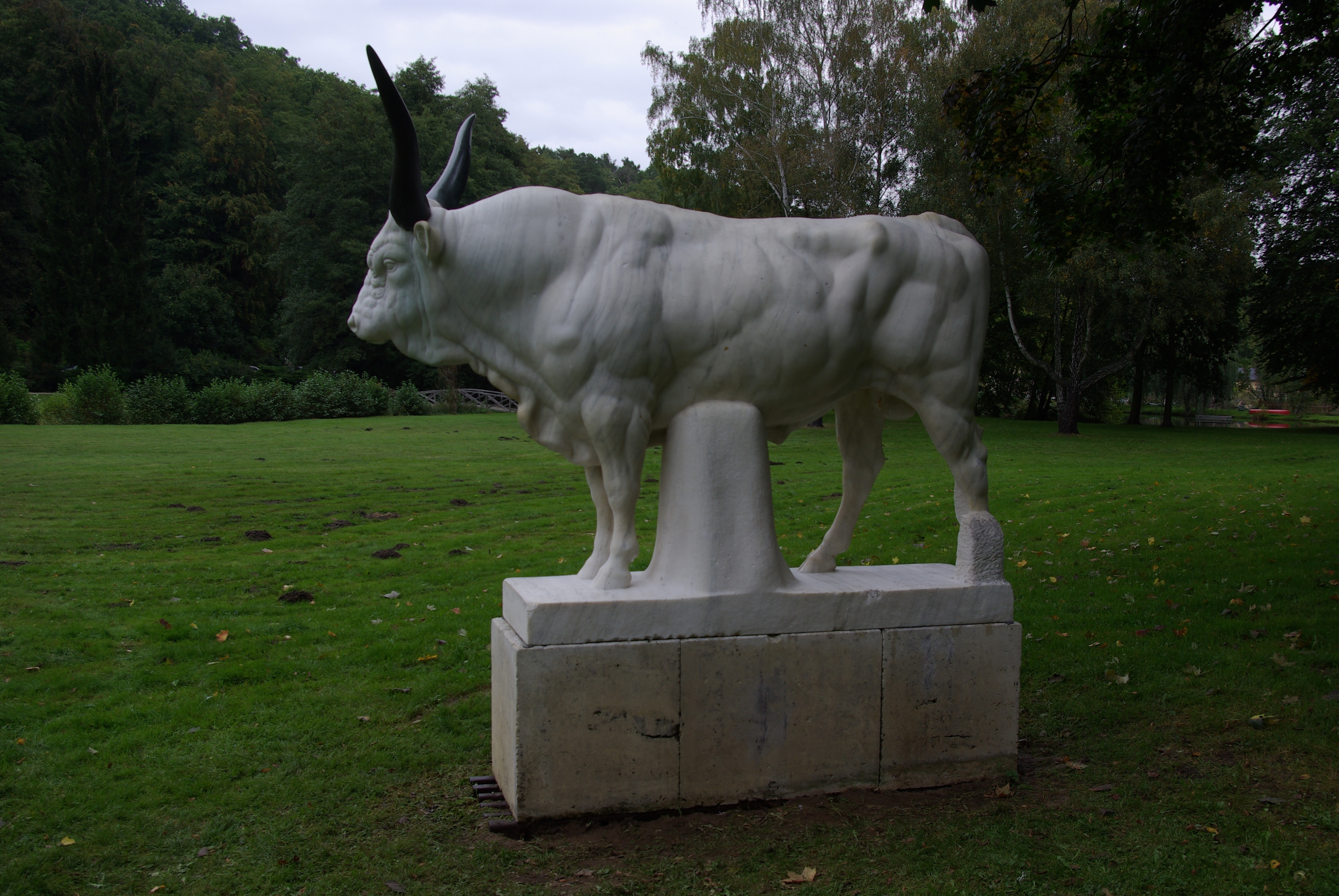
Der Stier im Kurpark von Louis Tuaillon

Die Gesundbrunnenstraße ist eine Straße in Bad Freienwalde (Oder). In der Straße sind fünfzehn Häuser denkmalgeschützt. Eine genaue Aufstellung der denkmalgeschützten Häuser befindet sich in der Liste der Baudenkmale in Bad Freienwalde (Oder).

## Lage und Geschichte
Bereits 1767 / 1768 befanden sich auf dem Abschnitt zwischen Fontaneplatz und dem Gesundbrunnen eine Promenade. Die erste Pflasterung erhielt die Straße im Jahre 1848, danach wurden Häuser an der Straße gebaut.
Die Straße beginnt an der Königsstraße, von der sie spitzwinklig in Richtung Süden abgeht. Nach etwa 70 Metern überquert die Berliner Straße als Bundesstraße 158 auf einer flachen Brücke die Gesundbrunnenstraße. Ab dem Fontaneplatz verläuft die Straße in einer nach Westen gehenden Kurve, um dann am Kurpark in einer Sackgasse zu enden. Weitere Straßen, welche die Gesundbrunnenstraße kreuzen oder von ihr abgehen, sind die Melcher Straße, Maltzanstraße, Sonnenburger Straße, August-Hesse-Straße und Heilige Hallen.
Die gesamte Länge der Straße beträgt etwa 1500 Meter. Die Nummerierung der Häuser beginnt an der Königstraße an der linken Seite und läuft bis zum Kurpark und dann zurück bis zur Königstraße. Teilweise läuft neben der Gesundbrunnenstraße parallel etwas erhöht die Brunnenpromenade.
An der Gesundbrunnenstraße befinden sich das Kurhaustheater und der Kurpark mit dem Gesundbrunnen.

## Die Häuser
In der Gesundbrunnenstraße sind 15 Häuser denkmalgeschützt. Die interessantesten Häuser sind:
- Gesundbrunnenstraße 1: Das Haus liegt an der Ecke Königstraße und Gesundbrunnenstraße. Erbaut wurde es als Hotel „Zum Kurfürst“. Seit 1945 befindet sich in dem Haus die Verwaltung der Stadt. Heute sitzt hier unter anderem die Polizei.
- Gesundbrunnenstraße 10: Das Haus wurde etwa 1880 / 1890 erbaut. Es ist ein zweigeschossiger Bau mit Satteldach. Die Fassade ist im Stil des Späthistorismus erbaut worden.
- Gesundbrunnenstraße 13: Das sogenannte „Karl-Weise-Haus“ wurde wahrscheinlich um 1867 erbaut. Hier wohnte der Heimatdichter Karl Weise. An einem Pfeiler der Einfriedung befindet sich eine Bronzeplatte zur Erinnerung an den 100. Todestag von Karl Weise.
- Gesundbrunnenstraße 17: Das Sommerhaus wurde von 1873 bis 1874 erbaut. Es ist ein giebelständiges Haus mit Satteldach. Ab dem ersten Stock ist das Fachwerk in einer Art alpinen Stils sichtbar.
- Gesundbrunnenstraße 20: Das Haus liegt direkt am Fontaneplatz. Die Villa Antonia wurde im Jahre 1875 erbaut. Das Haus besitzt einen dreiachsigen Mittelrisalit im Stil des Klassizismus.
- Gesundbrunnenstraße 21: Das Haus liegt gegenüber dem Fontaneplatz am Beginn der Sonnenburger Straße. Das Haus wurde 1871 / 1872 erbaut, später aber umgebaut. Von 1950 bis 1955 befand sich hier eine Poliklinik, danach bis zum Jahre 1995 die Brunnen-Apotheke. Das Haus ist zweigeschossig mit einem Satteldach. Die Front zur Straße ist mit einem Mittelrisalit gestaltet.
- Gesundbrunnenstraße 23: Das Haus wurde Ende des 19. Jahrhunderts wahrscheinlich als Pension erbaut. Das Haus liegt direkt an der Straße. Das Obergeschoss ist geprägt durch eine Loggia in Ädikulaform.
- Gesundbrunnenstraße 24: Die Villa liegt etwas erhöht gegenüber dem Finkenberg. Erbaut wurde das Haus nach dem Erwerb des Grundstückes im Jahre 1873. Das Haus hat sechs Achsen, die mittleren beiden bilden einen Risalit.
- Gesundbrunnenstraße 29: Die Villa Johanna wurde um 1867 erbaut. Ab dem Jahre 1890 war die Villa der Sommersitz des Künstlers Fritz Kühnemann. Das Haus ist zur Straßenseite eingeschossig. Die Fassade ist geprägt durch einen halbkreisförmigen Portikus mit Säulen.
- Gesundbrunnenstraße 32a: Bereits 1490 stand hier eine Wassermühle. Nach einem Feuer wurde das Mühlengebäude im Jahre 1859 neu errichtet. In den Jahren danach wurde das Gebäude umgebaut und um Anbauten ergänzt. Im Jahre 1904 wurde der östliche Teil als Gärtnerei verpachtet, 1908 entstand das Restaurant Papenmühle. Im Zweiten Weltkrieg war das Haus ein Lazarett, nach dem Krieg wurde es als Wohnhaus genutzt.
- Gesundbrunnenstraße 33 / 33a: Der Gesundbrunnen ist heute eine Fachklinik. Zu der Anlage gehören der Kurpark und das Logierhaus. Im Kurpark befindet sich unter anderem die Skulptur Stier von Louis Tuaillon, die allerdings unvollständig geblieben ist.